# Na Logu
Na Logu este o localitate din comuna Škofja Loka, Slovenia, cu o populație de 130 de locuitori.